# Theodor Lehmann

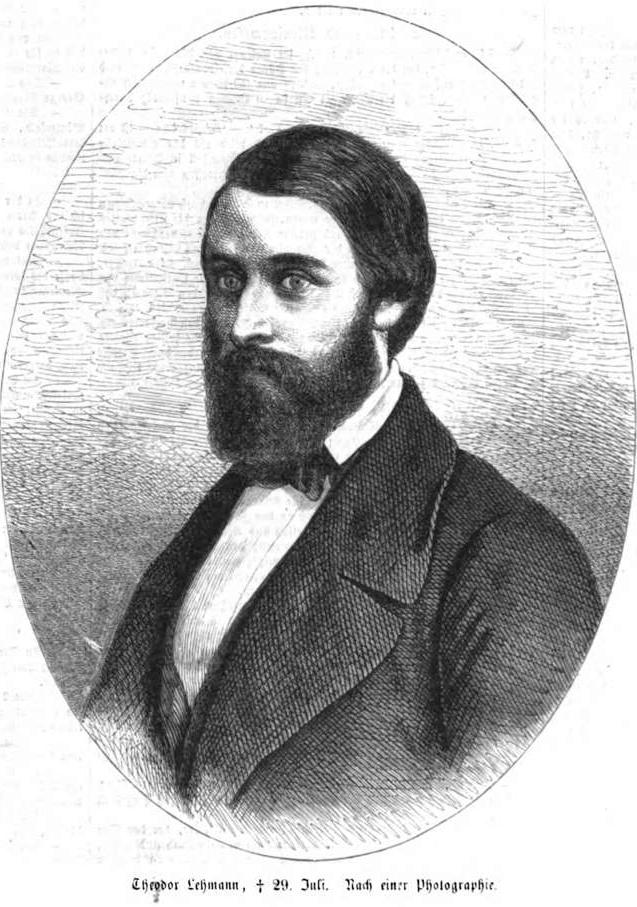
Theodor Lehmann.

Theodor Heinrich Wilhelm Lehmann, född den 22 november 1824 i Rendsburg, död den 29 juli 1862, var en slesvig-holsteinsk politiker, kusin till Orla Lehmann. 
Lehmann deltog 1848-50 som frivillig i slesvig-holsteinska upproret,   blev 1851 advokat i Kiel och invaldes 1859 i holsteinska ständerförsamlingen, där han med styrka hävdade de slesvig-holsteinska teorierna och var en bland ledarna av oppositionen mot Danmark. 
1859 deltog han i stiftandet av den tyska nationalföreningen och förmådde i januari  1861 dess holsteinska avdelning att uttala sig för Slesvigs och Holsteins omedelbara anslutning till ett under Preussens ledning samlat Tyskland. 
På förhand gav han  konung Vilhelm tillnamnet "erövraren". Med anledning av detta blev han ställd under åtal, men frikändes.